# Vincke (Adelsgeschlecht)

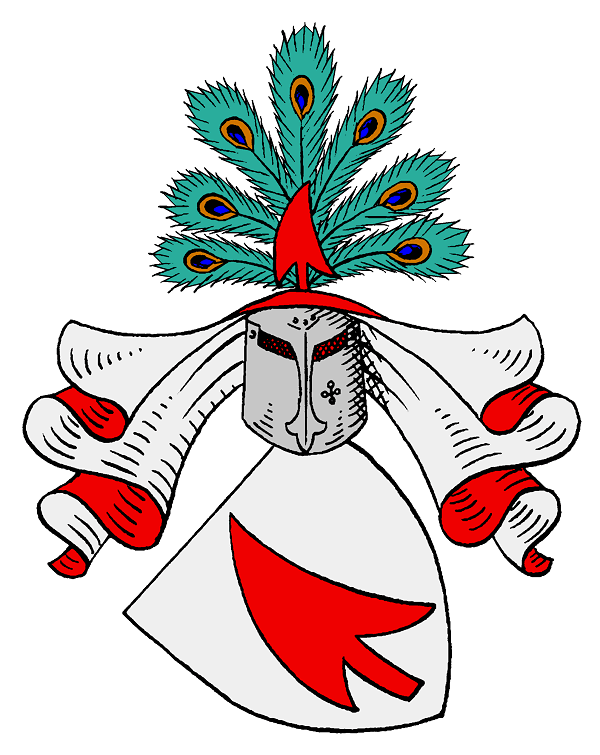
Stammwappen derer von Vincke

Vincke ist der Name eines alten westfälischen Adelsgeschlechts.
Die hier behandelte Familie ist von dem ebenfalls westfälischen, aber wappenverschiedenen und nichtverwandten Adelsgeschlecht Vincke von Ostenfelde zu unterscheiden.

## Geschichte
Der Name des Geschlechts leitete sich von dem Finken, dem Sperlingsvogel, früher auch die Bezeichnung für Singvögel allgemein, ab. Es gab noch mehrere Adelsfamilien dieses Namens, die sich aber in der Schreibweise, der Herkunft oder dem Wappen unterschieden.
Das Geschlecht wird erstmals im Jahre 1223 mit dem Ritter Heinrich Vincke in einer Osnabrücker Urkunde erwähnt. Später wurden Mitglieder der Familie Burgmannen und Droste der Grafen von Ravensberg und der Fürstbischöfe von Osnabrück, sowie als hohe Beamte von deren Rechtsnachfolgern eingesetzt.
Im Laufe der Zeit erwarben sie ausgedehnten Grundbesitz in Westfalen, so unter anderem 1343 das Gut Ostenwalde bei Melle mit der Diedrichsburg (bis heute im Familienbesitz) und, ebenfalls seit dem 14. Jahrhundert, das Haus Kilver (bis 1818) sowie seit Mitte des 18. Jahrhunderts bis 1979 die Burg Vellinghausen und von 1771 bis 1820 auch Gut Böckel und Gut Waghorst. Von 1479 bis 1558 befand sich das Gut Sondermühlen im Besitz der Familie.
Das Prädikat „von“ als Adelszeichen wurde erst im 18. Jahrhundert, vereinzelt auch schon früher, in den Namen aufgenommen. So nannten sich auch einige Mitglieder nach der preußischen Bestätigung des gewohnheitsrechtlich getragenen Freiherrentitels im 19. Jahrhundert nur „Freiherren Vincke“.
Das Geschlecht hat bedeutende Angehörige hervorgebracht. Aus der Linie zu Ostenwalde stammen der Oberpräsident der Provinz Westfalen Ludwig von Vincke sowie sein Sohn Georg von Vincke; aus der Linie Olbendorf kam  Karl Friedrich von Vincke.

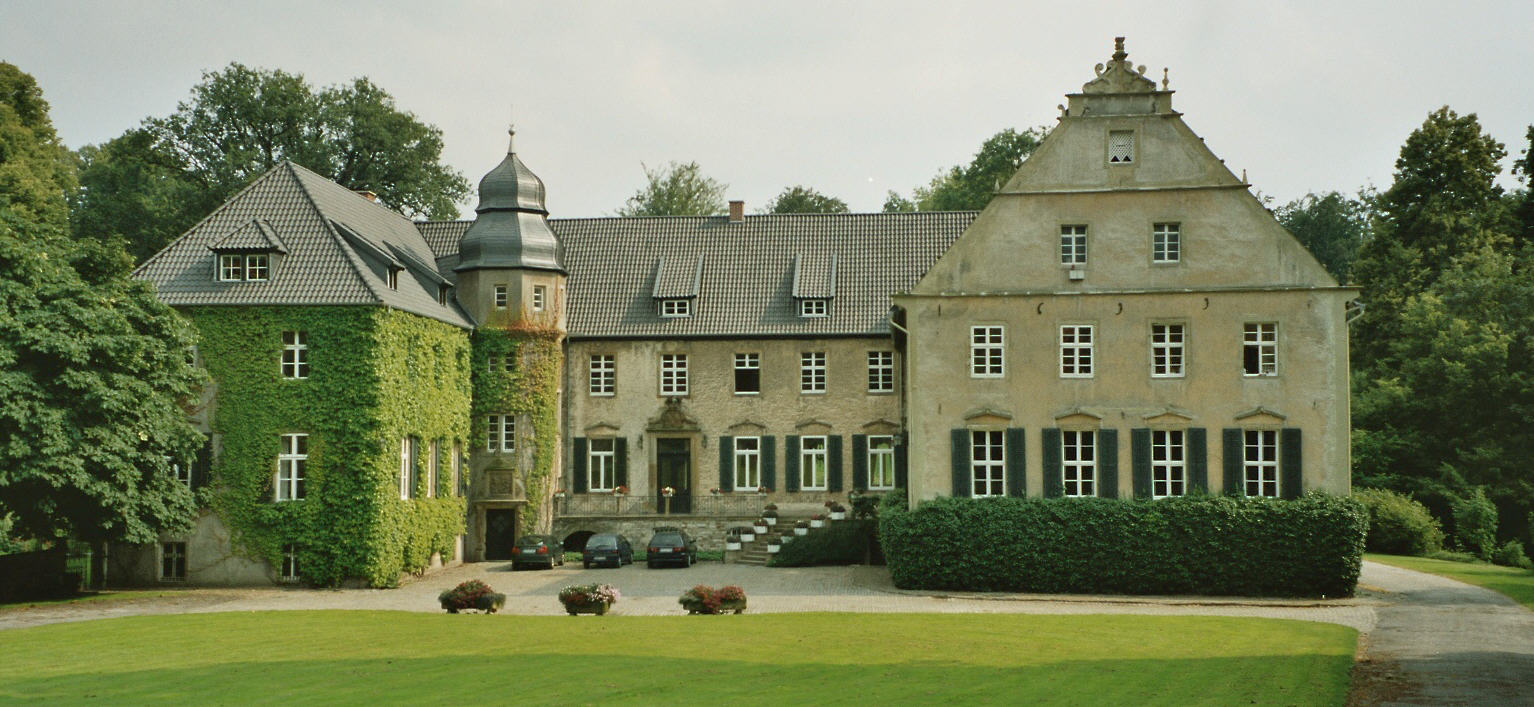
Gut Ostenwalde
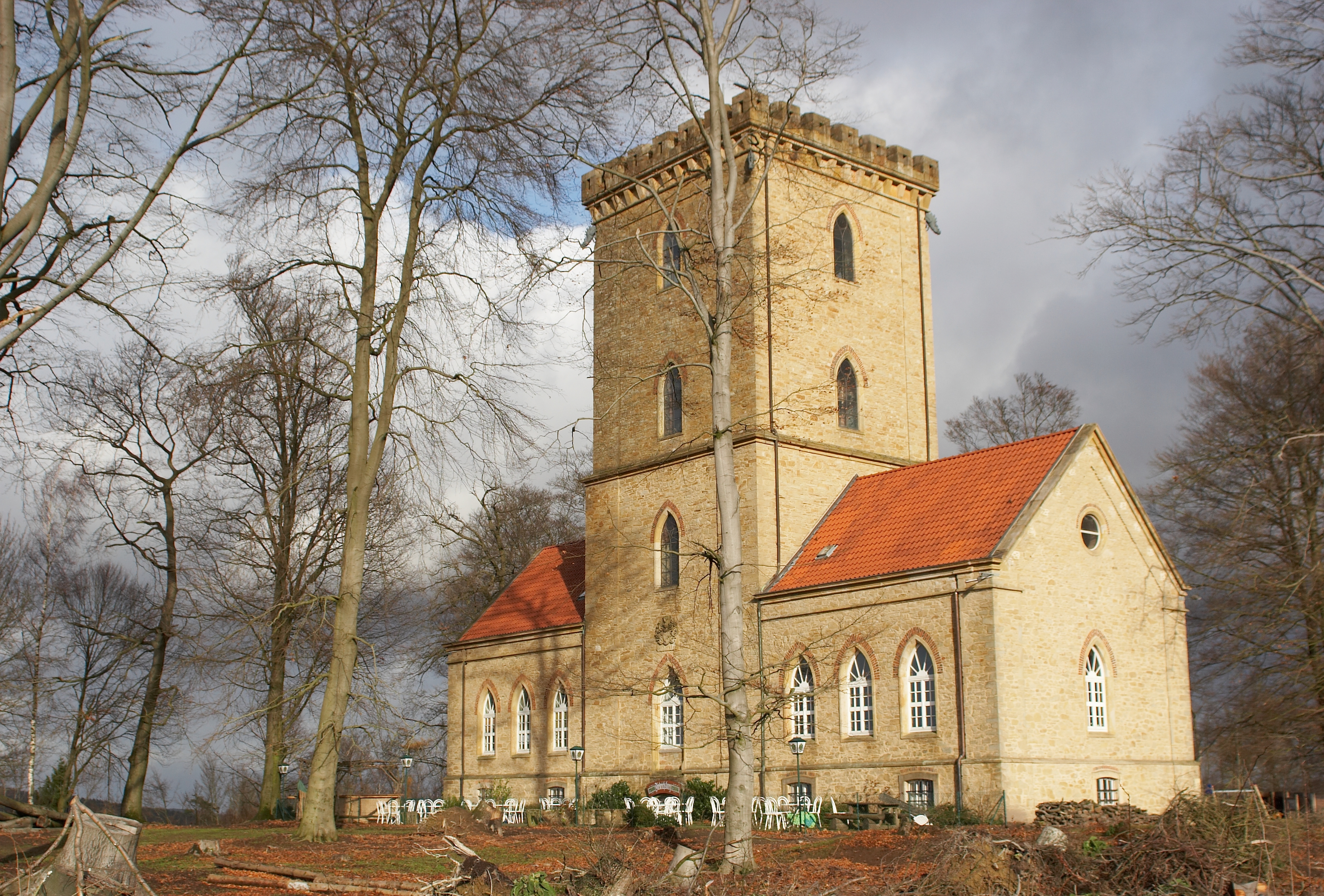
Diedrichsburg

## Wappen

Wappen derer von Vincke

Das Stammwappen zeigt in Silber eine mit der breiten Seite links gekehrte rote Pflugschar. Auf dem Helm steht das Schildbild vor fünf (oder sieben) natürlichen Pfauenfedern. Die Helmdecken sind rot-silbern.

## Namensträger
- Ernst Idel Jobst von Vincke (* 1768; † 1845), hannoverscher Generalleutnant
- Ludwig von Vincke (* 1774; † 1844), preußischer Reformer und Oberpräsident der Provinz Westfalen
- Karl Friedrich von Vincke (* 1800; † 1869), preußischer Oberstleutnant und Politiker
- Georg von Vincke (* 1811; † 1875), preußischer Beamter, Rittergutsbesitzer und Politiker
- Karl Gisbert Friedrich von Vincke (* 1813; † 1892), preußischer Regierungsrat und Schriftsteller
- Ernst von Vincke (* 1819; † 1856), Landrat des Kreises Hamm
- Walter Freiherr von Vincke (* 1854; † 1920), Landrat des Kreises Hamm, Gutsbesitzer